# Il conte di Matera
Il conte di Matera è un film avventuroso del genere cappa e spada del 1957 diretto da Luigi Capuano.
Il film, che ha come sottotitolo Il tiranno, si ispira liberamente alla vita e alla morte del conte Giovan Carlo Tramontano (1450–1514).

## Trama
Rambaldo Tramontana, un conte andato in battaglia spalleggiato dai francesi, una volta uscito vincitore ritorna a Matera per vendicarsi, ma la città è deserta e comincia a compiere soprusi e violenze. Filiberto, il suo perfido scudiero, pensa di poterne sposare la figlia, Greta. Costei scopre che Paolo, il figlio del duca Bresci, non è morto come erroneamente comunicato; si innamora di lui mentre il giovane giura di vendicare il padre, costretto all'esilio dal conte Tramontana, e tenterà di liberarne la figlia, Gisella, fidanzata col conte Mario Del Balzo. Paolo, aiutato da molti rinforzi, riesce a conquistare Matera mentre sia Rambaldo che Filiberto resteranno uccisi dopo un cruento duello alla spada. Liberata la città, si celebreranno due nozze.

## Produzione
Benché ambientato a Matera, il film è stato girato a Roma e Vignanello, provincia di Viterbo.
Il film venne iscritto al Pubblico registro cinematografico con il n. 1.894. Presentato alla Commissione di Revisione Cinematografica il 9 novembre 1957, ottenne il visto di censura n. 25.654 del 16 novembre 1957, con una lunghezza della pellicola di 2.470 metri..

## Distribuzione
La pellicola venne distribuita nel circuito cinematografico italiano l'8 maggio 1958.